# Santa Cruz Tlaxcala
Santa Cruz Tlaxcala è una municipalità dello stato di Tlaxcala, nel Messico centrale, il cui capoluogo è la omonima località.
La municipalità conta 17.968 abitanti (2010) e ha un'estensione di 25,90 km².